# Torneo de Atlanta
El Torneo de Atlanta o Atlanta Open fue un torneo oficial de tenis que se disputaba anualmente en la ciudad estadounidense de Atlanta (más precisamente en Johns Creek, un suburbio). Se jugaba sobre pistas duras. El torneo se encuadraba dentro de la gira de torneos estadounidenses de verano previo al US Open y formaba parte del US Open Series. Tenía categoría de ATP 250.
Fue creado en 1987 cuando el Torneo de Houston se trasladó de Indianápolis a Charleston. Hasta la edición 2009 se jugó en la ciudad de Indianápolis.
El torneo fue elegido por los jugadores como el "Torneo del año" un total de 11 veces (1988-1997 y 2001), récord dentro de la ATP.
Los organizadores decidieron vender los derechos sobre el torneo a la ATP a fines de 2009 debido a problemas financieros. La ATP eligió a la ciudad de Atlanta como reemplazante de este torneo en 2010, dejando así a la ciudad de Indianápolis sin un torneo profesional masculino de tenis por primera vez en 80 años.
En noviembre de 2023, se confirmó que el evento será eliminado del calendario ATP a partir del 2025.

## Palmarés

### Individual masculino
| Sede         | Año  | Campeón                                  | Subcampeón                               | Resultado                                |
| Indianápolis |      |                                          |                                          |                                          |
| ------------ | ---- | ---------------------------------------- | ---------------------------------------- | ---------------------------------------- |
| Indianápolis | 1988 | Boris Becker                             | John McEnroe                             | 6-4, 6-2                                 |
| Indianápolis | 1989 | John McEnroe                             | Jay Berger                               | 6-4, 4-6, 6-4                            |
| Indianápolis | 1990 | Boris Becker                             | Peter Lundgren                           | 6-3, 6-4                                 |
| Indianápolis | 1991 | Pete Sampras                             | Boris Becker                             | 7-6, 3-6, 6-3                            |
| Indianápolis | 1992 | Pete Sampras                             | Jim Courier                              | 6-4, 6-4                                 |
| Indianápolis | 1993 | Jim Courier                              | Boris Becker                             | 7-5, 6-3                                 |
| Indianápolis | 1994 | Wayne Ferreira                           | Olivier Delaître                         | 6-2, 6-1                                 |
| Indianápolis | 1995 | Thomas Enqvist                           | Bernd Karbacher                          | 6-4, 6-3                                 |
| Indianápolis | 1996 | Pete Sampras                             | Goran Ivanišević                         | 7-6, 7-5                                 |
| Indianápolis | 1997 | Jonas Björkman                           | Carlos Moyà                              | 6-3, 7-6                                 |
| Indianápolis | 1998 | Àlex Corretja                            | Andre Agassi                             | 2-6, 6-2, 6-3                            |
| Indianápolis | 1999 | Nicolás Lapentti                         | Vincent Spadea                           | 4-6, 6-4, 6-4                            |
| Indianápolis | 2000 | Gustavo Kuerten                          | Marat Safin                              | 3-6, 7-6, 7-6                            |
| Indianápolis | 2001 | Patrick Rafter                           | Gustavo Kuerten                          | 4-2, ret.                                |
| Indianápolis | 2002 | Greg Rusedski                            | Félix Mantilla                           | 6-7, 6-4, 6-4                            |
| Indianápolis | 2003 | Andy Roddick                             | Paradorn Srichaphan                      | 7-6, 6-4                                 |
| Indianápolis | 2004 | Andy Roddick                             | Nicolas Kiefer                           | 6-2, 6-3                                 |
| Indianápolis | 2005 | Robby Ginepri                            | Taylor Dent                              | 4-6, 6-0, 3-0, ret.                      |
| Indianápolis | 2006 | James Blake                              | Andy Roddick                             | 4-6, 6-4, 7-6                            |
| Indianápolis | 2007 | Dmitry Tursunov                          | Frank Dancevic                           | 6-4, 7-5                                 |
| Indianápolis | 2008 | Gilles Simon                             | Dmitri Tursunov                          | 6-4, 6-4                                 |
| Indianápolis | 2009 | Robby Ginepri                            | Sam Querrey                              | 6-2, 6-4                                 |
| Atlanta      | 2010 | Mardy Fish                               | John Isner                               | 4-6, 6-4, 7-6(4)                         |
| Atlanta      | 2011 | Mardy Fish                               | John Isner                               | 3-6, 7-6(6), 6-2                         |
| Atlanta      | 2012 | Andy Roddick                             | Gilles Müller                            | 1-6, 7-6(2), 6-2                         |
| Atlanta      | 2013 | John Isner                               | Kevin Anderson                           | 6-7(3), 7-6(2), 7-6(2)                   |
| Atlanta      | 2014 | John Isner                               | Dudi Sela                                | 6-3, 6-4                                 |
| Atlanta      | 2015 | John Isner                               | Marcos Baghdatis                         | 6-3, 6-3                                 |
| Atlanta      | 2016 | Nick Kyrgios                             | John Isner                               | 7-6(3), 7-6(4)                           |
| Atlanta      | 2017 | John Isner                               | Ryan Harrison                            | 7-6(6), 7-6(7)                           |
| Atlanta      | 2018 | John Isner                               | Ryan Harrison                            | 5-7, 6-3, 6-4                            |
| Atlanta      | 2019 | Álex de Miñaur                           | Taylor Fritz                             | 6-3, 7-6(2)                              |
| Atlanta      | 2020 | No disputado por la pandemia de COVID-19 | No disputado por la pandemia de COVID-19 | No disputado por la pandemia de COVID-19 |
| Atlanta      | 2021 | John Isner                               | Brandon Nakashima                        | 7-6(8), 7-5                              |
| Atlanta      | 2022 | Álex de Miñaur                           | Jenson Brooksby                          | 6-3, 6-3                                 |
| Atlanta      | 2023 | Taylor Fritz                             | Aleksandar Vukic                         | 7-5, 6-7(5), 6-4                         |
| Atlanta      | 2024 | Yoshihito Nishioka                       | Jordan Thompson                          | 4-6, 7-6(2), 6-2                         |

### Dobles masculino
| Sede         | Año  | Campeones                                | Subcampeones                             | Resultado                                |
| Indianápolis |      |                                          |                                          |                                          |
| ------------ | ---- | ---------------------------------------- | ---------------------------------------- | ---------------------------------------- |
| Indianápolis | 1988 | Rick Leach Jim Pugh                      | Ken Flach Robert Seguso                  | 4-6, 6-3, 6-4                            |
| Indianápolis | 1989 | Pieter Aldrich Danie Visser              | Peter Doohan Laurie Warder               | 7-5, 7-6                                 |
| Indianápolis | 1990 | Scott Davis David Pate                   | Grant Connell Glenn Michibata            | 4-6, 6-2, 6-2                            |
| Indianápolis | 1991 | Ken Flach Robert Seguso                  | Kent Kinnear Sven Salumaa                | 6-4, 6-3                                 |
| Indianápolis | 1992 | Jim Grabb Richey Reneberg                | Grant Connell Glenn Michibata            | 4-6, 6-2, 7-6                            |
| Indianápolis | 1993 | Scott Davis Todd Martin                  | Ken Flach Rick Leach                     | 3-6, 6-3, 6-2                            |
| Indianápolis | 1994 | Todd Woodbridge Mark Woodforde           | Jim Grabb Richey Reneberg                | 6-4, 6-2                                 |
| Indianápolis | 1995 | Mark Knowles Daniel Nestor               | Scott Davis Todd Martin                  | 6-3, 7-5                                 |
| Indianápolis | 1996 | Jim Grabb Richey Reneberg                | Petr Korda Cyril Suk                     | 6-0, 7-5                                 |
| Indianápolis | 1997 | Michael Tebbutt Mikael Tillström         | Jonas Björkman Nicklas Kulti             | 7-6, 7-5                                 |
| Indianápolis | 1998 | Jiří Novák David Rikl                    | Mark Knowles Daniel Nestor               | 7-5, 4-6, 6-1                            |
| Indianápolis | 1999 | Paul Haarhuis Jared Palmer               | Olivier Delaître Leander Paes            | 6-3, 6-4                                 |
| Indianápolis | 2000 | Lleyton Hewitt Sandon Stolle             | Jonas Björkman Max Mirnyi                | 7-6, 4-6, 7-6                            |
| Indianápolis | 2001 | Mark Knowles Brian MacPhie               | Mahesh Bhupathi Sébastien Lareau         | 7-6, 6-3                                 |
| Indianápolis | 2002 | Mark Knowles Daniel Nestor               | Mahesh Bhupathi Max Mirnyi               | 4-6, 7-6, 6-4                            |
| Indianápolis | 2003 | Mario Ančić Andy Ram                     | Diego Ayala Robby Ginepri                | 2-6, 7-6, 7-5                            |
| Indianápolis | 2004 | Jordan Kerr Jim Thomas                   | Wayne Black Kevin Ullyett                | 6-7, 7-6, 6-3                            |
| Indianápolis | 2005 | Paul Hanley Graydon Oliver               | Simon Aspelin Todd Perry                 | 6-2, 3-1, ret.                           |
| Indianápolis | 2006 | Bobby Reynolds Andy Roddick              | Paul Goldstein Jim Thomas                | 6-4, 6-4                                 |
| Indianápolis | 2007 | Juan Martín del Potro Travis Parrott     | Teimuraz Gabashvili Ivo Karlović         | 3-6, 6-2, [10-6]                         |
| Indianápolis | 2008 | Ashley Fisher Tripp Phillips             | Scott Lipsky David Martin                | 6-4, 6-4                                 |
| Indianápolis | 2009 | Ernests Gulbis Dmitri Tursunov           | Ashley Fisher Jordan Kerr                | 6-4, 3-6, [11-9]                         |
| Atlanta      | 2010 | Scott Lipsky Rajeev Ram                  | Rohan Bopanna Kristof Vliegen            | 6-3, 6-7(4), [12-10]                     |
| Atlanta      | 2011 | Alex Bogomolov Jr. Matthew Ebden         | Matthias Bachinger Frank Moser           | 3-6, 7-5, [10-8]                         |
| Atlanta      | 2012 | Matthew Ebden Ryan Harrison              | Xavier Malisse Michael Russell           | 6-3, 3-6, [10-6]                         |
| Atlanta      | 2013 | Édouard Roger-Vasselin Igor Sijsling     | Colin Fleming Jonathan Marray            | 7-6(6), 6-3                              |
| Atlanta      | 2014 | Vasek Pospisil Jack Sock                 | Steve Johnson Sam Querrey                | 6-3, 5-7, [10-5]                         |
| Atlanta      | 2015 | Bob Bryan Mike Bryan                     | Colin Fleming Gilles Müller              | 4-6, 7-6(2), [10-4]                      |
| Atlanta      | 2016 | Andrés Molteni Horacio Zeballos          | Johan Brunström Andreas Siljeström       | 7-6(2), 6-4                              |
| Atlanta      | 2017 | Bob Bryan Mike Bryan                     | Wesley Koolhof Artem Sitak               | 6-3, 6-4                                 |
| Atlanta      | 2018 | Nicholas Monroe John-Patrick Smith       | Ryan Harrison Rajeev Ram                 | 3-6, 7-6(5), [10-8]                      |
| Atlanta      | 2019 | Dominic Inglot Austin Krajicek           | Bob Bryan Mike Bryan                     | 6-4, 6-7(5), [11-9]                      |
| Atlanta      | 2020 | No disputado por la pandemia de COVID-19 | No disputado por la pandemia de COVID-19 | No disputado por la pandemia de COVID-19 |
| Atlanta      | 2021 | Reilly Opelka Jannik Sinner              | Steve Johnson Jordan Thompson            | 6-4, 6-7(6), [10-3]                      |
| Atlanta      | 2022 | Thanasi Kokkinakis Nick Kyrgios          | Jason Kubler John Peers                  | 7-6(4), 7-5                              |
| Atlanta      | 2023 | Nathaniel Lammons Jackson Withrow        | Max Purcell Jordan Thompson              | 7-6(3), 7-6(4)                           |
| Atlanta      | 2024 | Nathaniel Lammons Jackson Withrow        | André Göransson Sem Verbeek              | 4-6, 6-4, [12-10]                        |